# Paula Kelly (zangeres)
Paula Kelly (Grove City, 13 oktober 1919 — Costa Mesa, 2 april 1992) was een Amerikaanse zangeres uit het bigband-tijdperk. Ze zong onder meer in de orkesten van Artie Shaw en Glenn Miller. Ze was de lead-zangeres van de vocale mannelijke groep The Modernaires, die met Millers band platen maakte en optrad.
Kelly werkte in het begin van haar carrière bij de bands van Dick Stabile, Shaw en Al Donahue. Begin 1941 sloot ze zich aan bij het orkest van Miller, waar ze Dorothy Claire verving. Claire, die de plaats van Marion Hutton had ingenomen, had niet voldaan aan de verwachtingen van Miller. Bij Miller zong Kelly solo, maar ook in de groep 'The Modernaires', die sinds twee jaar met Miller samenwerkte en had bijgedragen aan verschillende hits. Kort na haar komst trouwde Kelly met Hal Dickenson, een lid van The Modernaires . Marion Hutton keerde in augustus 1941 terug naar Miller en werd ook lid van The Modernaires. Kelly bleef echter de lead-zangeres.
Nadat Glenn Miller in 1942 in dienst ging en zijn orkest had opgedoekt, gingen The Modernaires alleen verder. Ze traden op en maakten platen, vaak met de naoorlogse Glen Miller band. Kelly zong in de vocale groep tot 1978: dat jaar werd haar plaats ingenomen door haar dochter, die eveneens Paula heette.

## Discografie (selectie)
- String of Pearls (The Modernaires), Circle

- Bibliothèque nationale de France: cb138959266 (data)
- Gemeinsame Normdatei: 1043884424
- International Standard Name Identifier: 0000 0000 3470 0866
- Library of Congress Control Number: n2003149604
- MusicBrainz: 1d605af8-e597-4203-8ef1-2565ec58f9a8
- Nationale Bibliotheek van Israël: 987007426715905171
- Système universitaire de documentation: 078076277
- Virtual International Authority File: 5117995
- WorldCat: E39PBJdgWWWjMBcKpwx9VPGmBP